# 1977 Голяма награда на Белгия
1977 Голяма награда на Белгия е 24-то за Голямата награда на Белгия и седми кръг от сезон 1977 във Формула 1, провежда се на 5 юни 1977 година на пистата Золдер близо до Хьосден-Золдер, Белгия.

## История на кръга
Проблеми със спонсорите принуди Съртис да освободи за неизвестно време Ханс Биндер след края на 1977 ГП на Монако като отбора нае Лари Пъркинс на мястото на австриеца. БРМ, ЛЕК, Уилямс и РАМ Рейсинг се завръщат в колоната както и Емилио де Вильота благодарение от подкрепата на Iberian Airlines. Също така две нови лица във Формула 1 правят своя дебют – местния любимец Бернар де Дрейвер и мексиканеца Ектор Ребаке. Макларън са отново с M26 предназначен за Джеймс Хънт, докато Емерсон Фитипалди има новия F5, конструиран от Дейв Боулдуин. B&S Fabrications закупи Макларън M23 за техния им пилот Брет Лънгър, след като в предишните състезания отбора използва Марч 761.

### Квалификация
Първата квалификационна сесия се проведе под мокри условия, докато втората е облачно но мрачно. Времето не притесни Марио Андрети, който постига пол-позиция с повече от секунда пред втория Джон Уотсън. Гунар Нилсон записа трети резултат, което потвърди завидната скорост на Лотус 78 пред Джоди Шектър, Патрик Депайе, Йохен Мас, Карлос Ройтеман и Рони Петерсон. Труден уикенд имаха Хънт и Ники Лауда, които записаха 11-и и 13-и резултат, разделени от Лижие-то на Жак Лафит, а Бой Хайе, де Вильота, Кони Андершон, Алекс Рибейро, де Дрейвер и Ребаке не успяха да намерят място на стартовата решетка.

### Състезание
Проблеми с двигателя на частния Макларън управляван от Лънгър попречи на американеца да вземе участие. Вместо това Хайе се присъедини в колоната като първа резерва. Образувалият се дъжд принуди всички отбори да сменят сухите гуми на мокри без Хънт. Уотсън потегли по-добре от Андрети и поведе колоната към първия завой, преди американеца да удари Брабам-а заради късното спиране и прати двамата извън състезанието. Всички избегнаха двата болида, докато Нилсон се забави, което принуди Шектър да поведе в състезанието. Хънт се свлече до 18-а позиция, преди завърши първата обиколка последен, а Фитипалди спря с проблеми в електрониката на неговия болид.
Шектър отвори преднина пред останалите, докато Мас и Нилсон водят оспорвана битка за втората позиция. Ханс-Йоахим Щук се завъртя два пъти заради хлъзгавото трасе за разлика от Иън Шектър, който още в първото излизане от трасето запрати Марч-а си в пясъка и до отпадане в осмата обиколка. Мас загуби контрол върху своя Макларън, което го върна зад Ферари-то на Ройтеман. Скоро дъждът спря, но трасето остана хлъзгаво което хвана Рикардо Патрезе в 13-а обиколка, след като се завъртя от осма позиция. Петерсон е първия който реши да смени гумите си в същата обиколка, докато останалите пилоти се опитват да намерят мокрите участъци, за да не прегреят гумите си. Обиколка по-късно Лауда спря в бокса като механиците се справиха за 16 секунди, връщайки австриеца на девето място.
В 17-а обиколка Шектър загуби контрол върху Волф-а си, губейки седем позиции в опита си да се върне на трасето. Ройтеман също се завъртя, този път повреждайки една от гумите си и окачването, което принуди аржентинеца да отпадне. След няколко промени на лидерската позиция, Лауда поведе в 23-та обиколка от Мас, Алън Джоунс и Виторио Брамбила, чийто стопове ги върнаха в челото на колоната. Скоро двамата са изпреварени от Шектър, Лафит и Нилсон малко по-късно, докато Клей Регацони напусна от 12-а позиция с повреда в двигателя.
В 30-а обиколка Шектър си върна третата позиция, докато битката за четвърта е водена от Джоунс, Брамбила, Нилсон, Петерсон и Лафит. Лауда се завъртя в 32-рата обиколка, но без да загуби лидерството си, а Лафит преполови участието си с поредната повреда на неговия двигател Матра. С излизането на Шектър за втори път от бокса на трасето отново заваля. Мас отново загуби контрол върху болида си в 40-а обиколка като този път означи края на неговата надпревара. С чиста писта пред себе си Нилсон настигна Лауда и го изпревари в 50-а обиколка, докато Шектър отпадна с гръмнат двигател, седем обиколки до финала.
Нилсон обра погледите на местната белгийска публика, постигайки първата си победа (и единствената за шведа, преди смъртта му през октомври 1978) в неговата кариера, след само година опит зад гърба си във Формула 1. Лауда завърши на 14 секунди зад Лотус-а като се възползва от отпаданията на главните му съперници с изключение на Хънт, който завърши седми. Петерсон записа първите си точки с трето място, докато Брамбила записа четвърто за отбора на Съртис, които също постигат първите си точки. Джоунс завърши в точките за второ поредно състезание пред Щук, Хънт, Депайе, Харалд Ертъл, Патрик Нев, Жан-Пиер Жарие, Пъркинс (който оцеля след две завъртания), Дейвид Пърли (забавен във втория си стоп заради смяна на спукана гума) и Артуро Мерцарио.

## Класиране
| Поз | No | Пилот             | Конструктор       | Оби. | Време/Отпадане | Място | Точки |
| --- | -- | ----------------- | ----------------- | ---- | -------------- | ----- | ----- |
| 1   | 6  | Гунар Нилсон      | Лотус-Форд        | 70   | 1:55:05.71     | 3     | 9     |
| 2   | 11 | Ники Лауда        | Ферари            | 70   | +14.19         | 11    | 6     |
| 3   | 3  | Рони Петерсон     | Тирел-Форд        | 70   | +19.95         | 8     | 4     |
| 4   | 19 | Виторио Брамбила  | Съртис-Форд       | 70   | +24.98         | 12    | 3     |
| 5   | 17 | Алън Джоунс       | Шадоу-Форд        | 70   | +1:15.47       | 17    | 2     |
| 6   | 8  | Ханс-Йоахим Щук   | Брабам-Алфа Ромео | 69   | + 1 Об.        | 18    | 1     |
| 7   | 1  | Джеймс Хънт       | Макларън-Форд     | 69   | + 1 Об.        | 9     |       |
| 8   | 4  | Патрик Депайе     | Тирел-Форд        | 69   | + 1 Об.        | 5     |       |
| 9   | 25 | Харалд Ертъл      | Хескет-Форд       | 69   | + 1 Об.        | 25    |       |
| 10  | 27 | Патрик Нев        | Марч-Форд         | 68   | + 2 Об.        | 24    |       |
| 11  | 34 | Жан-Пиер Жарие    | Пенске-Форд       | 68   | + 2 Об.        | 26    |       |
| 12  | 18 | Лари Пъркинс      | Съртис-Форд       | 67   | + 3 Об.        | 23    |       |
| 13  | 31 | Дейвид Пърли      | LEC-Форд          | 67   | + 3 Об.        | 20    |       |
| 14  | 37 | Артуро Мерцарио   | Марч-Форд         | 65   | + 5 Об.        | 14    |       |
| НКл | 33 | Бой Хайе          | Марч-Форд         | 63   | Не е класиран  | 27    |       |
| Отп | 20 | Джоди Шектър      | Волф-Форд         | 62   | Двигател       | 4     |       |
| Отп | 2  | Йохен Мас         | Макларън-Форд     | 39   | Катастрофа     | 6     |       |
| Отп | 26 | Жак Лафит         | Лижие-Матра       | 32   | Двигател       | 10    |       |
| Отп | 22 | Клей Регацони     | Инсайн-Форд       | 29   | Двигател       | 13    |       |
| Отп | 12 | Карлос Ройтеман   | Ферари            | 14   | Катастрофа     | 7     |       |
| Отп | 24 | Рупърт Кийгън     | Хескет-Форд       | 14   | Катастрофа     | 19    |       |
| Отп | 16 | Рикардо Патрезе   | Шадоу-Форд        | 12   | Катастрофа     | 15    |       |
| Отп | 10 | Иън Шектър        | Марч-Форд         | 8    | Катастрофа     | 21    |       |
| Отп | 28 | Емерсон Фитипалди | Фитипалди-Форд    | 2    | Електро        | 16    |       |
| Отп | 5  | Марио Андрети     | Лотус-Форд        | 0    | Катастрофа     | 1     |       |
| Отп | 7  | Джон Уотсън       | Брабам-Алфа Ромео | 0    | Катастрофа     | 2     |       |
| НКв | 36 | Емилио де Вильота | Макларън-Форд     |      |                |       |       |
| НКв | 9  | Алекс Рибейро     | Марч-Форд         |      |                |       |       |
| НКв | 35 | Кони Андершон     | БРМ               |      |                |       |       |
| НКв | 38 | Бернар де Дрейвер | Марч-Форд         |      |                |       |       |
| НКв | 39 | Ектор Ребаке      | Хескет-Форд       |      |                |       |       |

## Класиране след състезанието
| Поз | Пилот             | Точки |
| --- | ----------------- | ----- |
| 1   | Джоди Шектър      | 32    |
| 2   | Ники Лауда        | 31    |
| 3   | Карлос Ройтеман   | 23    |
| 4   | Марио Андрети     | 22    |
| 5   | Гунар Нилсон      | 13    |
| 6   | Джеймс Хънт       | 9     |
| 7   | Емерсон Фитипалди | 8     |
| 8   | Йохен Мас         | 8     |

| Поз | Конструктор       | Точки |
| --- | ----------------- | ----- |
| 1   | Ферари            | 46    |
| 2   | Лотус-Форд        | 33    |
| 3   | Волф-Форд         | 32    |
| 4   | Макларън-Форд     | 15    |
| 5   | Тирел-Форд        | 11    |
| 6   | Брабам-Алфа Ромео | 9     |
| 7   | Фитипалди-Форд    | 4     |
| 8   | Шадоу-Форд        | 3     |